# Créhen
 Créhen  (en bretón Krehen) es una población y comuna francesa, situada en la región de Bretaña, departamento de Côtes-d'Armor, en el distrito de Dinan y cantón de Plancoët.

## Demografía
| 1314 | 1300 | 1318 | 1452 | 1493 | 1479 |
| Para los censos de 1962 a 1999 la población legal corresponde a la población sin duplicidades (Fuente: INSEE [Consultar]) |      |      |      |      |      |

## Lugares y monumentos
- Castillo de Guildo.